# Visualitzador de set segments

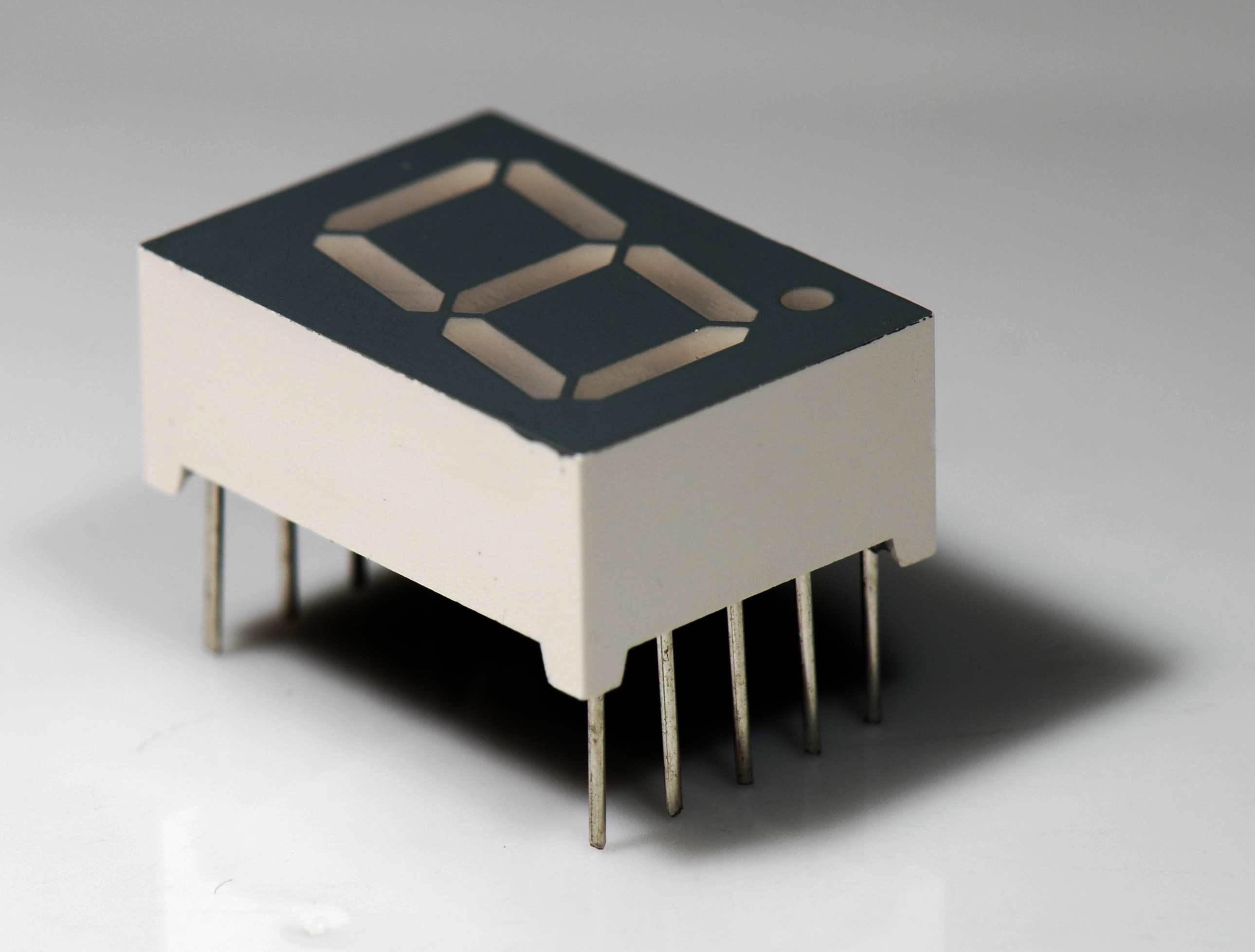
Component d'un visualitzador de LED de 7 segments, amb punt decimal.

El visualitzador de set segments (en anglès: display) és un dispositiu que serveix per a representar xifres en equips electrònics. Està compost de set segments que es poden encendre o apagar individualment. Cada segment té la forma d'una petita línia. Es podria comparar a escriure dígits amb llumins o fòsfors de fusta.

## Funcionament
El visualitzador de set segments es fa servir per a la representació de xifres en molts dispositius electrònics degut en gran manera a la seva simplicitat. Encara que externament la seva forma difereix considerablement d'un díode LED (díodes emissors de llum) típic, internament estan constituïts per una sèrie de díodes LED amb unes determinades connexions internes, estratègicament ubicats de manera que formi la xifra 8.

Segments i identificació d'aquests.

El sistema hexadecimal en set segments.

A cada un dels segments que formen la pantalla se'ls anomena amb les lletres a, b, c, d, e, f i g estan acoblats de manera que es permeti activar cada segment per separat aconseguint formar qualsevol dígit i alguns caràcters alfabètics. A continuació es mostren alguns exemples:
- Si s'activen o s'encenen tots els segments es forma el nombre "8".
- Si s'activen només els segments: "a, b, c, d, e, f," es forma el nombre "0".
- Si s'activen només els segments: "a, b, g, i, d," es forma el nombre "2".
- Si s'activen només els segments: "b, c, f, g," es forma el nombre "4".

Moltes vegades hi ha un vuitè segment anomenat pd (punt decimal).
Els díodes led treballen a baixa tensió i amb petita potència, per tant, es poden excitar directament amb portes lògiques. Normalment es fa servir un codificador (p.e.e: decimal/BCD) que activant un sol pins de l'entrada del codificador, activa les sortides corresponents mostrant el nombre desitjat. Recordar també que hi ha visualitzadors alfanumèrics de 16 segments i fins i tot d'una matriu de 7 * 5 (35 bits).
N'hi ha de dos tipus: ànode comú i càtode comú.
En els de tipus d'ànode comú, tots els ànodes dels leds o segments estan units internament a una pota comú que ha de ser connectada a potencial positiu (nivell "1"). L'encesa de cada segment individual es realitza aplicant potencial negatiu (nivell "0") per la patilla corresponent a través d'una resistència que limiti el pas del corrent.
En els de tipus de càtode comú, tots els càtodes dels leds o segments estan units internament a una pota comú que ha de ser connectada a potencial negatiu (nivell "0"). L'encesa de cada segment individual es realitza aplicant potencial positiu (nivell "1") per la patilla corresponent a través d'una resistència que limiti el pas del corrent.
Els segments poden ser de diversos colors, encara que la pantalla més comunament utilitzat és el de color vermell, per la seva facilitat de visualització.
També hi ha visualitzadors alfanumèrics de 14 segments que permeten representar tant lletres com nombres. El visualitzador de 14 segments va tenir èxit reduït i només existeix de manera marginal a causa de la competència de la matriu de 5x7 punts.
Si bé avui aquest tipus de visualitzadors semblen antics o obsolets, atès que en l'actualitat és molt comú l'ús de vistosos visualitzadors gràfics, fins i tot amb possibilitat de colors a un baix cost. No obstant això el visualitzador de 7 segments segueix sent una excel·lent opció en certes situacions en què cal major poder lumínic i funcionament en àrees hostils, on els visualitzadors podrien veure's afectats per condicions ambientals adverses.
Encara no s'ha creat cap altre dispositiu de senyalització que reuneixi característiques com aquest quant a: Bon poder lumínic, claredat, senzilla implementació, baix cost i robustesa.

### Circuits integrats utilitzats per controlar-lo
Per controlar un visualitzador de set segments normalment es fan servir circuits integrats especialment dissenyats per a aquesta finalitat i que simplifiquen molt el disseny del circuit. Un d'ells és el circuit integrat 74LS47, amb aquest circuit integrat es poden formar els nombres de l'1 al 9 segons connectem les quatre potes principals al pol positiu o negatiu de la nostra font d'alimentació. Per saber el codi que dona els diferents nombres cal descarregar el full de dades des d'internet.
Hi ha altres circuits més complexos o específics ... per exemple el CD4028, el qual té un comptador al seu interior i un rellotge d'entrada que va mostrant a la sortida cada dígit del 0 al 9.

## Joc de caràcters
El sistema de set segments està dissenyat per a nombres, però no per mostrar lletres, per això algunes no són compatibles i fan confondre a un nombre i de vegades, no es pot distingir. Aquí es mostren els nombres i les lletres possibles de l'alfabet llatí.
|      | 1 · 1 | 2   | 3    | 4      | 5    | 6 · 6 | 7 · 7 | 8    | 9 · 9 |
| Zero | Un    | Dos | Tres | Quatre | Cinc | Sis   | Set   | Vuit | Nou   |

| A · a/@ · a · @ | b · b · B         | C · c         | d · d · D             | E · i         | F/f                   | G · g | H · h                 | I · I       |
| A, a; @         | B, b              | C, c          | D, d                  | E, i          | F, f                  | G, g  | H, h                  | I, i        |
| J · J · J · j   | K · K · K · K · k | L · l · l · l | M/m · M/m · M/m · M/m | N · n · N     | N                     | O · o | P/p                   | q · Q       |
| J, j            | K, k              | L, l          | M, m                  | N, n          | Ñ, ñ                  | O, o  | P, p                  | Q, q        |
| r · r · R       | S/s · S · ſ       | t · t · T · T | U · u                 | V · v · V · v | W/w · W/w · W/w · W/w | X · X | I/i · I/i · I/i · I/i | Z/z · Z · z |
| R, r            | S, s, ſ           | T, t          | U, u                  | V, v          | W, w                  | X, x  | Y, i                  | Z, z        |

| Α         | Β · Β/β           | Γ           | δ · δ · Δ     | Ε/ε     | Ζ       | Η       | Θ/θ · θ · θ · θ |
| Α, α      | Β, β              | Γ, γ        | Δ, δ          | Ε, ε    | Ζ, ζ    | Η, η    | Θ, θ            |
| Ι · Ι · ι | Κ                 | Λ/λ · λ · Λ | μ · Μ · Μ · Μ | Ν · ν   | Ξ       | Ο · ο   | Π · Π · π       |
| Ι, ι      | Κ, κ              | Λ, λ        | Μ, μ          | Ν, ν    | Ξ, ξ    | Ο, ο    | Π, π            |
| Ρ/ρ       | Σ/Σ/ς · Σ · ς · σ | τ · Τ       | Υ/υ · Υ · υ   | Φ/φ · Φ | Χ/χ · χ | Ψ/ψ · ψ | Ω               |
| Ρ, ρ      | Σ, σ, ς, Σ, ς     | Τ, τ        | Υ, υ          | Φ, φ    | Χ, χ    | Ψ, ψ    | Ω, ω            |